# Владо Поповић
Владимир Владо Поповић — Шпанац (Горњи Брчели, код Бара, 27. јануар 1914 — Лондон, 1. април 1972) био је учесник Шпанског грађанског рата и Народноослободилачке борбе, друштвено-политички радник и дипломата СФРЈ и народни херој Југославије.

## Биографија
Рођен је 27. јануара 1914. године у селу Горњи Брчели, код Бара. Потиче из официрске породице. Основну школу је завршио у родном месту, а гимназију на Цетињу. Апсолвирао је 1937. на Медицинском факултету у Београду. 
Још у раној младости, укључио се у рад омладинског радничког покрета. Члан Савеза комунистичке омладине Југославије (СКОЈ) је постао 1930, а Комунистичке партије Југославије (КПЈ) 1932. године. За време студија на Београдском универзитету је био један од организатора и руководилаца револуционарног студентског покрета. Од 1934—1937. године је био у школи НКВД близу Лењинграда, под надимком Шпанац, где је научио да свира клавир, енглески, немачки и шпански језик, дипломатске протоколе. У периоду од 1935. до 1937. године је био члан, а потом и секретар Универзитетског комитета КПЈ. Због револуционарне активности више пута је хапшен.
Учествовао је на Светском конгресу студената-комуниста у Паризу, 1937. године, као представник Београдског универзитета, заједно са Ивом Лолом Рибаром и Милованом Лулом Матићем. После конгреса успео је да се пребаци из Француске у Шпанију и приступи Републиканској армији. 
Прво се борио у батаљону „Димитров“ 15. интернационалне бригаде, па у 129. интернационалној бригади, у којој је био секретар партијске организације Југословена. Имао је чин капетана Шпанске републиканске армије. 
После пораза Шпанске републике, заједно са другим интербригадистима, био је затворен у концентрационим логорима у Француској. Године 1939. успео је да побегне из логора и илегално се пребаци у Југославију. У Београду поново преузима дужност секретара Универзитетског комитета КПЈ, а убрзо постаје и члан Покрајинског комитета СКОЈ-а за Србију. Касније је био инструктор Централног комитета КПЈ у Црној Гори и Далмацији. Учествовао је у раду Пете земаљске конференције КПЈ, одржане октобра 1940. године у Загребу. 
На седници Политбироа ЦК КПЈ, 4. јула 1941. године у Београду, на којој је донета одлука по подизању општенародног устанка, Владо Поповић је одређен за делегата ЦК КПЈ при ЦК КП Хрватске. Учествовао је и на војно-политичком саветовању у Столицама, септембра 1941. године, када је изабран за члана Врховног штаба НОП одреда Југославије.
Поред функције делегата ЦК КПЈ, Владо је у Комунистичкој партији Хрватске обављао разне друге одговорне дужности. Од половине јула 1941. године био је секретар Оперативног руководства ЦК КПХ, а од пролећа 1942. Био је секретар Бироа ЦК КПХ. 
Средином 1943. године именован је за политичког комесара Трећег босанског корпуса. Када је 1944. године Коста Нађ, постављен за команданта Главног штаба НОВ и ПО Војводине, Владо преузима функцију команданта Трећег корпуса и добија чин генерал-мајора. У овом периоду корпус је водио борбе за ослобођење Босне и стварање услова за продор јединица НОВЈ у Србију. Новембра 1944. године Владо прелази на рад у централним органима нове Југославије, и ради у Врховном штабу НОВ и ПОЈ и Централном комитету КПЈ. 
После ослобођења Југославије, радио је у дипломатској служби: 
- 1945. године био је представник Демократске Федеративне Југославије при влади Отачаственог фронта Бугарске и представник ЦК КПЈ код Централног комитета Бугарске радничке партије,
- од 1945. до 1948. године амбасадор ФНРЈ у Москви, у Совјетском Савезу,
- од 1948. до 1950. године први помоћник министра иностраних послова ФНРЈ, Едварда Кардеља,
- од 1950. до 1954. године амбасадор ФНРЈ у САД,
- од 1954. до 1955. године председник Одбора за иностране послове Савезне народне скупштине ФНРЈ,
- од 1955. до 1958. године први амбасадор ФНРЈ у НР Кини,
- 1958. године изабран је за члана Савезног извршног већа (СИВ) и председника Одбора за економске односе са иностранством. Касније је био шеф економских делегација у земљама Латинске Америке, генерални секретар председника СФРЈ Јосипа Броза Тита и члан Савета федерације. Имао је чин резервног генерал-мајора ЈНА.

Као дипломата учествовао је на великом броју међународних, регионалних и других скупова. Био је члан југословенске делегације на Париској мировној конференцији, 1946. године. Учествовао је на више заседања Организације уједињених нација, у периоду од 1946. до 1955. године; на Другом самиту несврстаних земаља у Каиру, октобра 1964. и на низу састанака дипломатских представника Југославије са представницима других земаља и организација. 
За члана Централног комитета Савеза комуниста Југославије биран је на Петом, Шестом, Седмом и Осмом конгресу, а на Деветом конгресу СКЈ, одржаном марта 1969. године у Београду изабран је за члана Председништва СКЈ.
Умро је 1. априла 1972. у Лондону, а сахрањен је у Београду у Алеји заслужних грађана на Новом гробљу.
Носилац је Партизанске споменице 1941. и низа других иностраних и југословенских одликовања, међу којима су — Орден народног ослобођења, Орден југословенске заставе са лентом, Орден партизанске звезде са златним венцем, Орден заслуга за народ са златном звездом и Орден братства и јединства са златним венцем. Орденом народног хероја одликован је 10. јула 1952. године.
Дом културе у Бару носи његово име, a испред Дома је његова биста. По њему је названа једна улица на Новом Београду.

## Галерија
- Владимир Поповић
- Владимир Поповић и Молотов у Москви
- Владимир Поповић са председником САД Двајтом Ајзенхауером
- Владимир Поповић и Јосип Броз Тито
- Партизанска споменица 1941.
- Орден народног хероја